# Mont Tina
Pour les articles homonymes, voir Tina.
Le mont Tina est une montagne de la République démocratique du Congo, située dans la province Orientale, au nord de la rivière Bomokandi dans la partie sud du territoire de Dungu, Haut-Uele. Son sommet culmine à environ 1 482 m d’altitude.